# 아마존강돌고래
아마존강돌고래 또는 아마존강보토, 분홍강돌고래, 분홍돌고래 (학명:Inia geoffrensis)는 아마존강에서 서식하는 강돌고래 중의 하나이다. 강돌고래 중에서 가장 크며, 이 지역에 사는 다른 돌고래인 투쿠시와는 구분된다. 강돌고래 중 가장 개체 수가 풍족한 강돌고래이나, 멸종 위기에 처한 것은 여타 강돌고래들과 같다.

## 분류학
보토는 고래목 아마존강돌고래과에 속한다. 학명은 Inia geoffrensis이며 1817년 Blainville가 처음으로 종을 등록하였다. 영어로는 Amazon River Dolphin, Boto, Boutu, Pink River Dolphin으로 불리며 프랑스어로는 Dauphin De L'Amazone, Inia로 불리고 스페인어로는 Bufeo라 불린다.
분류학적으로 3개의 아종이 현재 존재한다.
- 아마존강돌고래 또는 아마존강보토 (I. g. geoffrensis)는 브라질, 페루, 에콰도르에 있는 아마존강에 서식하는 아마존강돌고래를 지칭한다.
- 볼리비아강돌고래 (I. g. boliviensis) - 볼리비아에 서식하는 아마존강돌고래를 지칭하며, 별도의 종(I. boliviensis)으로 분류하기도 한다.
- 홈볼트강돌고래 또는 홈볼트보토 (I.g. humboldtiana)는 베네수엘라, 콜롬비아를 기반으로 한 오리노코 강에 서식하는 아마존강돌고래를 지칭한다.[5]

최근 미토콘드리아 조절 염기서열와 시토크롬b유전자에 대한 연구로 인하여 형태학적인 증거가 보강되었다. 그 증거들은 볼리비아의 돌고래들은 진화학적으로 아마존강과 오리노코강 유역의 돌고래들과 별개의 독특한 종임을 제시하였다.

## 계통 분류
다음은 비남아시아 강돌고래의 계통 분류이다.
|  | 아라과이아강돌고래 |
|  |                    |

|  | 아마존강돌고래 |
|  |                |

|  | 아라과이아강돌고래 |
|  |                    |

|  | 아마존강돌고래 |
|  |                |

|  | 볼리비아강돌고래 |
|  |                  |

|  | 아라과이아강돌고래 |
|  |                    |

|  | 아마존강돌고래 |
|  |                |

|  | 아라과이아강돌고래 |
|  |                    |

|  | 아마존강돌고래 |
|  |                |

|  | 볼리비아강돌고래 |
|  |                  |

|  | 아라과이아강돌고래 |
|  |                    |

|  | 아마존강돌고래 |
|  |                |

|  | 아라과이아강돌고래 |
|  |                    |

|  | 아마존강돌고래 |
|  |                |

|  | 볼리비아강돌고래 |
|  |                  |

|  | 아라과이아강돌고래 |
|  |                    |

|  | 아마존강돌고래 |
|  |                |

|  | 아라과이아강돌고래 |
|  |                    |

|  | 아마존강돌고래 |
|  |                |

|  | 볼리비아강돌고래 |
|  |                  |

|  | 아라과이아강돌고래 |
|  |                    |

|  | 아마존강돌고래 |
|  |                |

|  | 아라과이아강돌고래 |
|  |                    |

|  | 아마존강돌고래 |
|  |                |

|  | 볼리비아강돌고래 |
|  |                  |

|  | 아라과이아강돌고래 |
|  |                    |

|  | 아마존강돌고래 |
|  |                |

|  | 아라과이아강돌고래 |
|  |                    |

|  | 아마존강돌고래 |
|  |                |

|  | 볼리비아강돌고래 |
|  |                  |

|  | 아라과이아강돌고래 |
|  |                    |

|  | 아마존강돌고래 |
|  |                |

|  | 아라과이아강돌고래 |
|  |                    |

|  | 아마존강돌고래 |
|  |                |

|  | 볼리비아강돌고래 |
|  |                  |

|  | 아라과이아강돌고래 |
|  |                    |

|  | 아마존강돌고래 |
|  |                |

|  | 아라과이아강돌고래 |
|  |                    |

|  | 아마존강돌고래 |
|  |                |

|  | 볼리비아강돌고래 |
|  |                  |

## 기원설
보토는 약 1500만 년 전, 마이오세 시대에 해양 돌고래 조상으로부터 분화되었다. 당시 해수면은 현재보다 높았기 때문에 아마존 분지를 비롯한 남아메리카의 많은 지역이 기수(바닷물과 민물이 섞여 염분이 적은물)에 얕게 잠겨 있었을 거라고 미국 샌프란시스코 소재의 캘리포니아과학아카데미의 생물학자 힐리 해밀턴은 말한다. 해밀턴의 가설에 따르면 이 내해가 후퇴하자 아마존강돌고래들은 강 유역에 남아 해양 돌고래들과는 유사점이 거의 없는 독특한 종으로 진화하였을 것이라 한다.

### 화석 기록
1943년 Miranda-Ribeiro는 Plicodontina mourai의 이빨을 증거로 이 동물이 보토의 가까운 조상일 것이라 제시하였다. 그는 P. mourai의 이빨을 플라이스토세의 Saurodelphis argentinus의 이빨과 비교하여 두 속들간의 공통점을 제시하였다. 화석 기록에 따라 아마존강돌고래는 안데스 조산대전에 태평양에서 아마존으로 들어왔다는 기원설이 제시되었으며, 다른 학자에 의해서는 더 최근에 대서양에서 들어왔다는 기원설이 제시되었다.

## 몸
보토의 몸 길이는 약 1.8m~2.5m이며 몸무게는 90~150kg이다. 보토는 강돌고래 중 가장 큰 돌고래이다. 브라질에서 기록된 바로는 가장 큰 수컷의 몸길이는 2.55 m이고, 몸무게는 160 kg였으며, 가장 큰 암컷은 2.01 m에 98.5 kg이었다고 한다. 또한 페루에서는 2.74 m의 수컷이 관찰되었고, 볼리비아에서는 2.16 m의 암컷이 관찰되기도 하였다. 수컷이 보통 암컷보다 몸길이는 평균 16% 길고 몸무게는 평균 55% 더 무겁다. 통통하고 볼록한 이마를 가지고 있으며 나뭇가지 덤불에서 물고기를 낚아채거나 강바닥의 진흙에서 갑각류를 캐내기 좋게 주둥이가 길고 얇은 것이 특징이다. 주둥이에 드문드문 짧고 억센 털이 나있으며 이는 바닥을 저어 먹이를 찾을 때 감각기능을 하는 것으로 여겨진다. 아래위 턱에 이빨이 각각 46~70개가 나있다. 

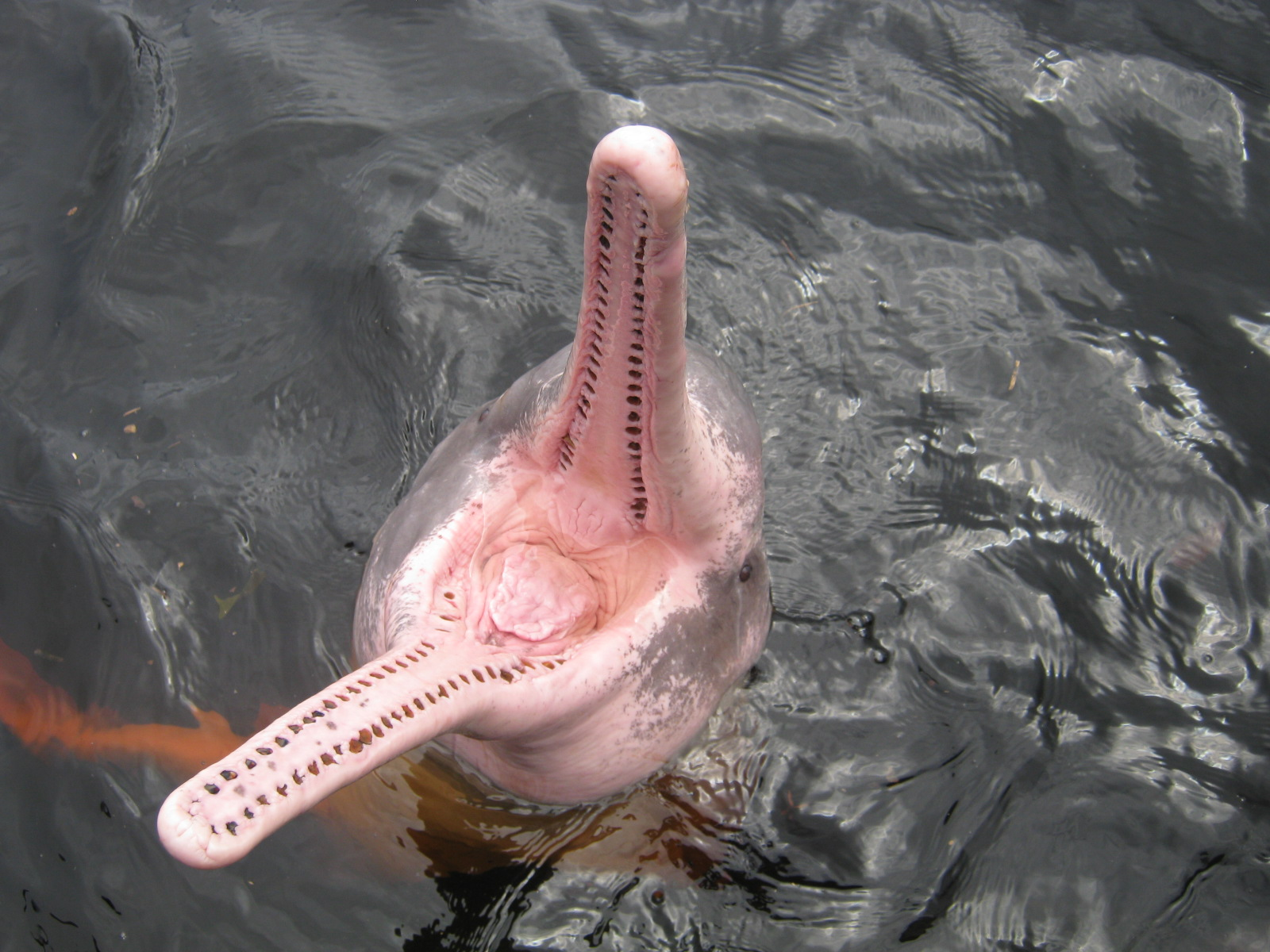
보토의 입안

 눈은 매우 작으나 시력은 좋으며, 해양돌고래와 달리 목뼈(경추)가 융합되어 있지 않아 목이 유연하여 90도까지 목을 꺾을 수 있다. 보토의 등에는 등지느러미 대신 하나의 솟은 등만 있으며, 보토의 뚱뚱하고 무거운 몸은 놀라울 정도로 유연하여 나무 사이로 미끄러지듯 다니기에 이상적인 조건이다. 노처럼 생긴 지느러미발은 원운동을 통하여 속도의 손해 없이 방향을 조절할 수 있게 해준다. 꼬리지느러미는 크고 넓으며 중앙에 V자형 벤자리가 있다. 수컷이 암컷보다 크며, 체색은 나이에 따라 변한다. 어린 개체는 짙은 청회색에 옅은 회색의 옆구리와 복부를 가지지만 나이가 들면 대체적으로 분홍빛을 띠게 된다. 나이가 들수록 체색은 더 밝아지며 하얀색과 푸른 회색의 색채를 띠게 된다. 성체의 체색은 온도 혹은 물의 탁한정도 그리고 지리학적인 환경에 따라 정해질 수 있다고 한다.

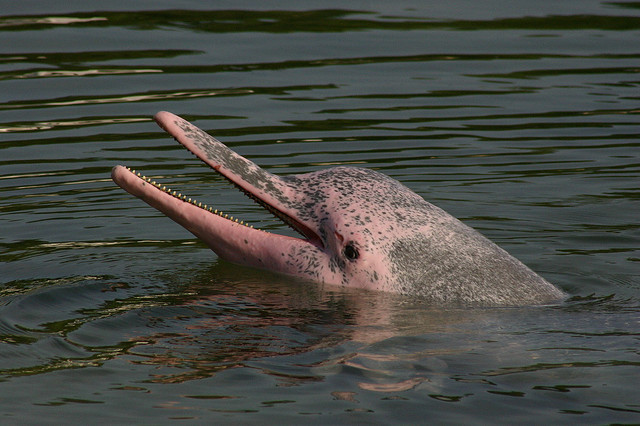
보토의 머리부분

## 수명과 번식
보토의 수명은 자연상태에서 약 30년으로 추정되며 30년 보다 길 수도 있다고 한다. 사로잡힌 보토의 경우 31.3년을 살았었던 기록이 있다. 보토의 초산연령은 5세이다. 임신기간은 약 10~11개월이며 산란시기는 5~8월의 우기에 몸길이 80cm정도의 새끼를 낳는다. 새끼는 1마리만 낳는다. 수유기간은 1년 이상이고 암컷은 2~3년에 한번 출산한다.
보토의 짝짓기에 대해서는 알려진 바가 거의 없다. 보토 종이 암수에 따라 외부형질이 다르다고 정해지기 전에는 몇몇의 학자들은 보토가 일부일처제를 따른다고 상정하였다. 그러나 수컷이 암컷보다 크다고 현재 알려져있으며 수컷이 성적 행위에 대하여 매우 공격적임이 관찰되었다. 같혀 있는 상태에서 짝짓기시에 극도의 공격성을 띔과 동시에 몇몇의 저자들은 자연상태에서 보토들 사이에 적대심이 관찰되었다고 한다. 또한 수컷은 지느러미, 꼬리, 분수공에 찰과상과 물린 상처를 통한 높은 상처율을 보였으며 더하여 이빨에 긁힘으로 인한 많은 흉터를 보여주었다. 이 증거들은 암컷에 다가가기 위한 강렬한 경쟁 중에 발생한 것으로 추정된다.

## 서식
보토의 주요 분포지는 남아메리카의 아마존강과 오리노코강유역이다. 강의 하구퇴적지나 급류, 폭포를 제외한 소하천, 호수 등에 분포한다. 보토의 계절별 이동은 먹이가 되는 물고기의 이동과 강의 연도별 흐름 주기와 연관되어있다.

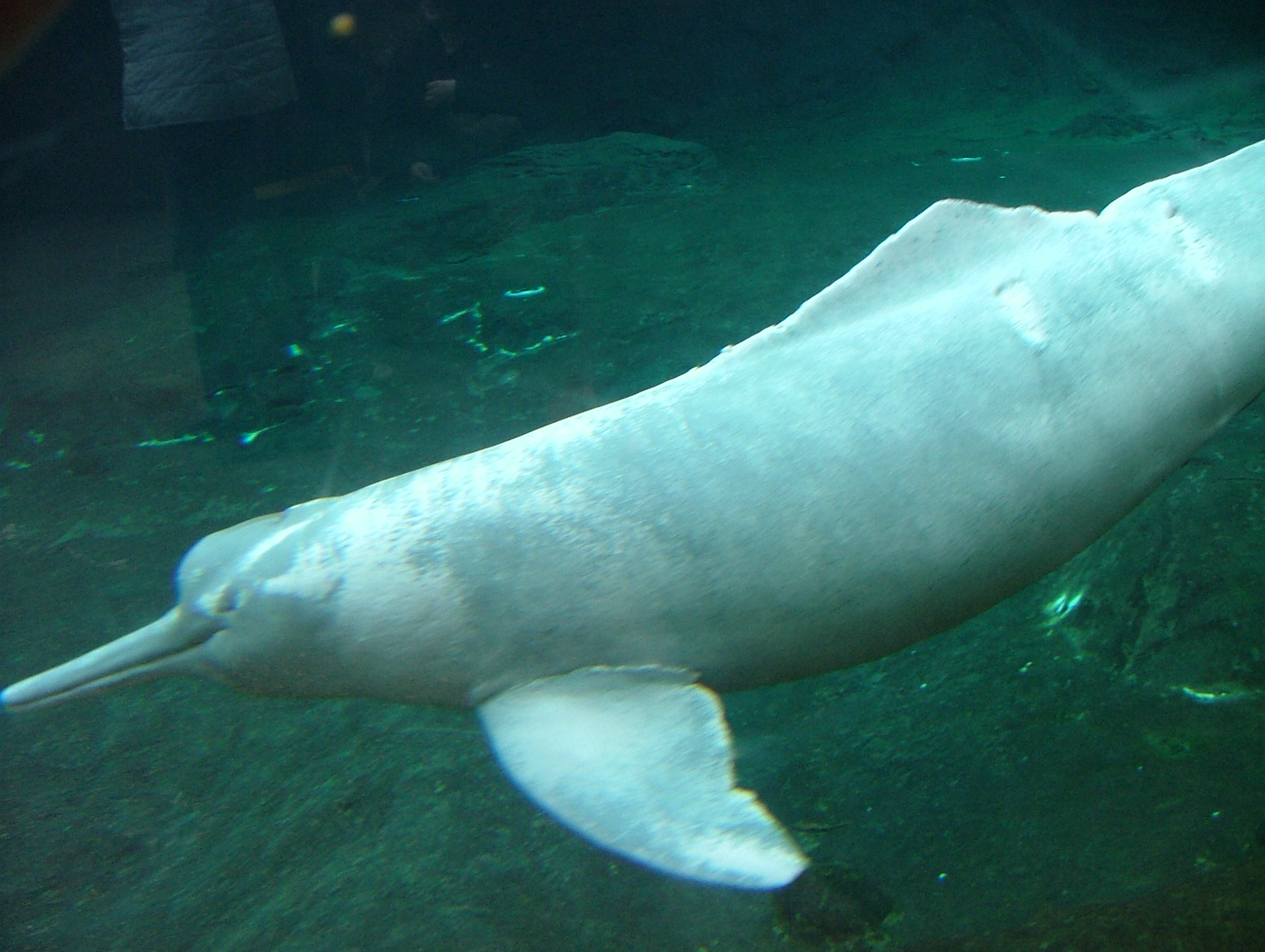
뒤스베르크 동물원에 있는 보토

 우기엔 주로 큰 강줄기에서 침수된 숲이나 평지로 이동한다.

## 먹이

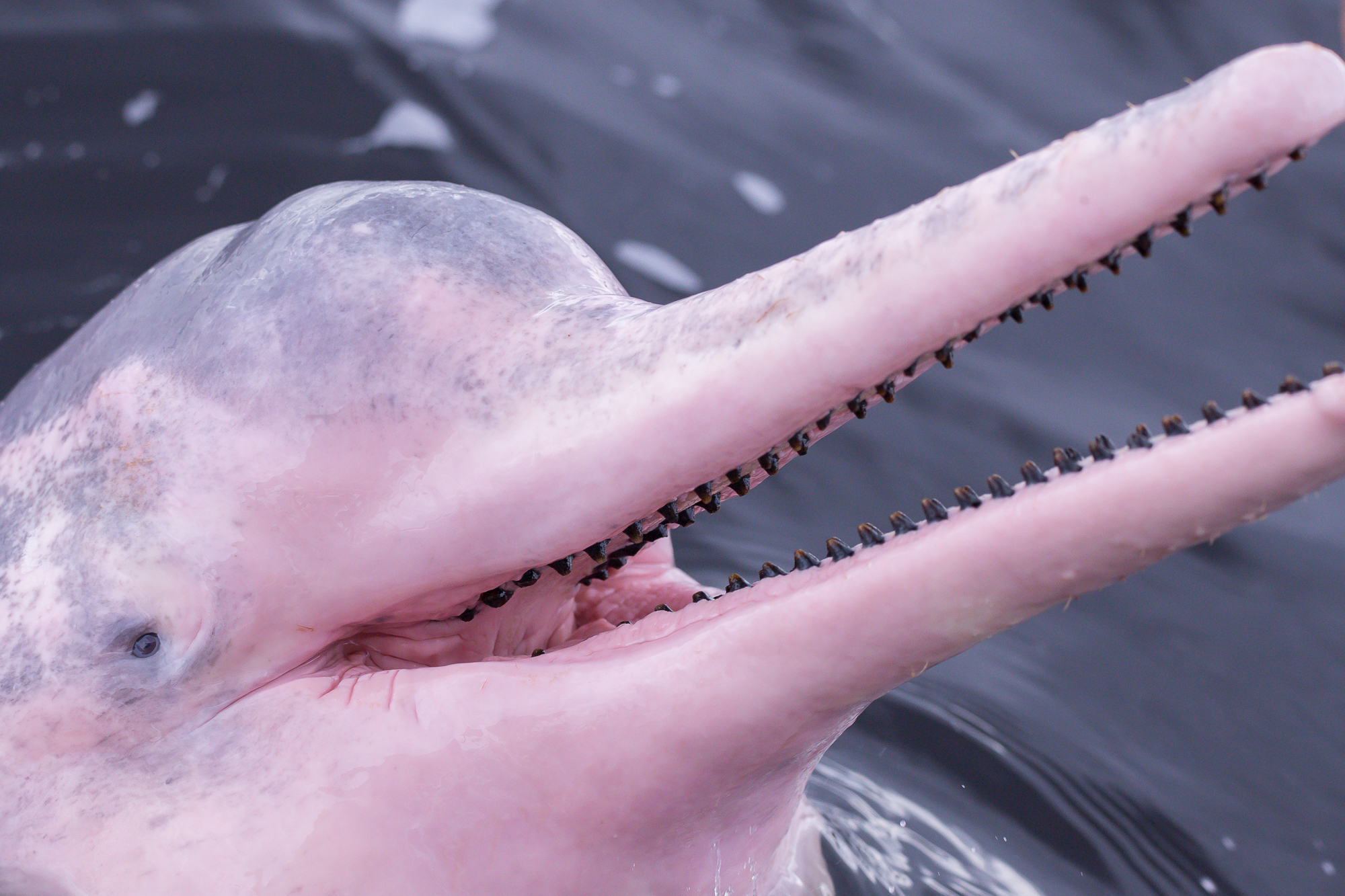
보토는 이형치아를 갖고있다.

하나의 보토 개체의 위에는 모든 돌고래들이 보여주는 먹이의 종류보다 더 많은 종의 물고기를 보여준다. 보토의 매우 다양한 식단에는 서로다른 약 19개 과, 46개 종의 물고기가 포함된다. 먹이의 크기는 약 5 cm ~ 80 cm이며 평균 20 cm정도이다. 보토는 민어과, 시클리드, 카라신과를 선호하는 것으로 보이며, 보토의 이형치아는 거북이와 게와 같은 단단한 먹이도 으스러트릴 수 있을 것이다. 보토의 식단은 우기에 가장 다양하며 물고기들의 밀도가 높아지는 건기에는 먹이가 선택적으로 변한다.

## 특징
보토는 담수에 제한적으로 서식하는데, 강과 그 지류, 호수 등에서 생활하며 바닷물과 강물이 섞이는 곳에서는 서식하지 않는다. 다양한 어류를 먹이로 하며 갑각류와 같은 어패류나 거북이를 먹기도 한다. 음파를 이용하여 주변의 지형을 파악하며 헤엄치는 속도는 느리지만 얕은 수심이나 나무뿌리와 같은 장애물이 많은 곳에서도 기동성이 좋다. 대부분 단독으로 관찰되지만 두 마리 혹은 20마리 정도의 무리가 관찰되기도 한다. 서식 지역에 따라 체색, 이빨수, 크기 등에 차이가 있다. 보호구역에서는 개체수가 풍부한 듯 보이지만 모든 분포지역을 포함하여 이 종의 전체적인 자료가 부족하다. 아마존강의 개발로 인하여 먹이가 되는 어류가 부족하고 서식지가 파편화되는 현상으로 인해 유전적 다양성의 감소가 우려되고 있다. 중금속에 의한 오염과 어망에 의한 포획도 문제가 되고 있다.
보토는 약 1.5~3.2 km/hr의 속도로 헤엄치며 이는 다른 대부분의 돌고래보다 느리게 헤엄치는 속도이다. 하지만 보토는 급가속이 가능하며 약 14~22 km/hr의 속도를 낼 수 있다. 그들은 가끔 보통의 급류에서도 발견되기도 한다. 이러한 특징은 보토가 강한 수영을 긴 시간 동안 유지할 수 있음을 알려준다. 보토들은 그리 깊게 잠수하지는 못하며, 드물게 수면 위로 올라와 꼬리를 밖으로 내밀기도 한다.
보토는 꽤나 장난기가 많으며 호기심이 있다. 보토들이 강에서 낚시꾼의 카누에 몸을 비비거나 카누의 노를 잡는 것은 특이한 일이 아니며, 풀을 물속으로 끌고가거나, 막대기를 던지거나, 통나무나 물고기, 거북이와 같은 작은 동물들을 가지고 노는 행위가 관찰되기도 하였다. 사로잡힌 상태의 보토는 병코돌고래보다 자신감이 없으며, 다른 대부분의 돌고래들보다 훈련시키기가 힘들다고 한다.

### 포식자
자연적으로 알려진 보토의 포식자는 없으나 가장 주요한 천적은 오리노코악어이고 그 다음이 재규어와 검은카이만, 황소상어, 아나콘다 등이 포식자로서 가능성이 있다. 몇몇 보토들은 메기로 인한 초승달 모양의 상처를 보여주기도 한다. 사실 사람이 분홍 돌고래에겐 가장 큰 포식자라고 할 수 있다.

### 사회적 습성
서식지의 환경 요인들은 사회적 행동에 강한 영향을 끼친다. 보토는 아직까지 알려진 자연적인 포식자가 없기 때문에 다른 돌고래 종들처럼 무리를 이루고 살 필요가 없다. 보토는 먹이가 되는 물고기들이 범람원에 분산되는 풍수기에 혼자 사냥을 하고 먹이를 섭취한다. 다른 기간에는 5~8마리의 작은 가족무리가 관찰되며 무리는 우두머리 어른 수컷을 중심으로 하여 이끌어진다. 강의 합류지점에서는 약 35마리 정도의 보토가 물고기들을 한쪽으로 몰아넣는 현상이 관찰되기도 한다.
감금된 보토들에게서는 공격성을 통한 사회적 계층구조가 형성되지 않는다. 하지만 많은 수족관들에서는 동족간의 공격성으로 인하여 가끔 죽음에 이르게까지 한다는 문제점들이 제기되고 있다.

### 관련 설화
전해져 내려오는 아마존강의 신화에 의하면 밤 중에 보토가 잘생긴 젊은 남자로 변하여 여자를 유혹하여 임신시킨 뒤, 아침이 되면 다시 보토로 변하여 강으로 돌아간다고 한다. 지역적으로는 보토를 죽이면 불행이 찾아온다는 이야기가 있으며 또한 보토와 눈을 마주친 사람은 남은 인생동안 악몽을 꾸게 된다는 전설도 존재한다.

### 위기
아마존 원주민들에게 돌고래는 신성한 존재였다. 하지만 보토는 경제논리 앞에서 맥을 추지 못하고 있다. <에이피>(AP) 통신은 10일 아마존강 돌고래 밀렵이 최근 위험수위까지 다달았다고 보도했다. 브라질 국영 아마존연구소에 따르면 보토는 해마다 최소 1500마리 이상씩 줄어들고 있다고 한다. 베라 다시우바 수석연구원은 “정확한 전체 개체 수는 알 수 없으나 연 7% 정도 감소 추세”라고 전했다. AP통신에 따르면 강 돌고래의 멸종 원인은 100% 인간 때문이다. 난개발과 수질 오염으로 고통받는 이 동물들을 인간들이 마구잡이로 포획하고 있다. 수십 년 전만 해도 전설 덕분에 성스러운 존재로 보호받았으나, 돌고래 고기가 인기를 끌면서 어부들의 주 수입원으로 전락했다. 특히 아마존 강 돌고래는 인근 콜롬비아에서 지난해 2100여 t이나 거래됐을 정도로 인기가 높다.
어부들이 보토를 잡는 이유는 먹기 위해서가 아니다. 사람들에게 인기가 높은 다른 물고기인 피라카팅가를 잡는 데 미끼로 쓰기 위해서다. 메기 종류로 약 40 cm 크기인 피라카팅가는 죽은 생명체의 고기를 잘 먹는데, 보토의 기름기 많은 고기가 미끼로 잘 쓰인다. 특히 콜롬비아에서 사람들이 피라카팅가를 많이 찾으며, 1㎏당 50센트씩에 팔린다. 보토 어획은 불법이지만 공짜로 사냥할 수 있는데다가, 보토 1마리에서 나오는 고기로 피라카팅가 500㎏을 얻을 수 있다. 며칠밤 고생해서 보토 몇 마리를 잡으면 550달러가량을 벌 수 있다. 며칠 만에 브라질 최저 임금의 갑절 가까이 벌 수 있는 것이다.

## 한국과 보토
2010년 6월 7일, 그 해 8월에 개장하기로 하였던 대전아쿠아월드에 아마존강 분홍돌고래가 온다는 뉴스가 나왔다. 대전시는 베네수엘라의 발렌시아시와 합의하여 발렌시아 홍보대사로 임명된 아마존강 분홍돌고래를 데려오고 그에 대하여 우리나라에만 서식하는 천연기념물인 황쏘가리를 대전 홍보대사로 임명하여 발렌시아시에 보내줄 예정이였다.
하지만 2010년 말까지 대전에 모습을 드러내기 힘들다는 뉴스가 나왔다. 베네수엘라시의 주 베네수엘라 한국대사관 관계자는 '베네수엘로 반출하는 것에 대해 강력 반발하고 있다'며 특히, '대전 아쿠아월드에 들어올 예정인 암수 한쌍이 생식 가능성이 높은 초산으로, 대전으로 보내면 단종될 우려가 있다고 문제를 제기하고 있다'고 말하였다고 한다. 하지만 다른 준비를 이미 마쳐놓은 대전아쿠아월드는 예정된 날짜에 맞추어 개장을 하기로 하였다.
그러던 중 결국 2011년 대전아쿠아월드가 전면 유료 개장 전에 분홍돌고래의 폐사 사실을 알았던 것으로 나타났다는 뉴스가 나오게 되었다. 주 베네수엘라 한국대사관에 따르면 대전아쿠아월드에 분홍돌고래를 보내기로한 현지 발렌시아 수족관에서 분홍돌고래 수컷 1마리가 폐사한 것은 2011년 1월 15일에 대사관측은 이튿날 바로 아쿠아월드에 통보하였다고 한다. 이는 발렌시아 수족관에 있는 수컷 2마리 중 하나로 현지에는 수컷이 한마리 밖에 남지 않게 되어, 사실상 이때부터 분홍돌고래의 반입은 어려워졌다는 전언이다. 분홍돌고래는 무리 생활을 하는 특성상 암컷 혼자는 스트레스를 받아 생존이 어렵다는게 대사관과 아쿠아월드측 설명이기 때문이다. 하지만 개관 전부터 '세계 5대 희귀종인 아마존강 분홍돌고래가 대전에 온다'고 홍보에 주력해왔던 아쿠아월드측이 사실이 알려지면 입게 될 타격을 우려해 이를 숨긴채 유료 개장을 강행했다고 밖에 볼수 없게 되었다. 결국 분홍돌고래의 반입은 파기되었다.
결국 2012년, 대전아쿠아월드 주차동 상가 분양상인 30명이 대전시와 중구를 상대로 손해배상 민사소송을 제기하였다. 특히 분홍돌고래가 대전아쿠아월드에 오는 것이 확정된 것처럼 홍보한 것과 관련하여 '보도자료를 통해 허위, 과장된 내용을 홍보하고 교통영향평가를 부당하게 제외하는 등 시설에 부적절한 인허가를 방조해 피해를 키운 만큼 분양 금액 94억원을 배상할 책임이 있다'고 주장하였다. 한편, 대전아쿠아월드는 2009년 4월 민간 투자사업으로 2011년 1월 중구 보문산 대사지구에 개장했으나 자금난 등의 이유로 2012년 2월 영업을 중단하였고 경매에 부쳐져 주채권자인 우리EA에 낙찰되었다.

## 같이 보기
- 고래류의 종 목록
- 쇠돌고래과
- 돌고래
- 태평양
- 대서양
- 흰돌고래